# 20450 Marymohammed
20450 Marymohammed è un asteroide della fascia principale. Scoperto nel 1999, presenta un'orbita caratterizzata da un semiasse maggiore pari a 2,3229261 UA e da un'eccentricità di 0,1601598, inclinata di 5,47707° rispetto all'eclittica.